# Alfonso Fraile Sánchez
Alfonso Fraile Sánchez (Madrid, España, 15 de enero de 1960) es un exfutbolista español que jugaba como defensa central.
Alfonso Fraile se formó en la cantera del Moscardó y posteriormente en el primer equipo (Madrid 1975 - 1980). En el 1980 ficha por el Rayo Vallecano (1980 - 1981). En el año 1981 le ficha el Real Madrid y está 1 temporada en el Castilla y 3 en el Real Madrid (19871 - 1985). En el año 1985 ficha por el Real Zaragoza (1985 - 1992)
Ha sido internacional Sub-21 por España (1981 - 1983).
Alfonso Fraile se licenció en 1989 en "Educación Física y Deporte" (INEF - Madrid).
En 1996 obtiene el Doctorado en "Educación Física y Deporte (Universidad de Medicina de Zaragoza).
Ha realizado  4 Masters sobre "Psicología del deporte (UNED) , Alto Rendimiento Deportivo (COE - UAM), Dirección Deportiva (RFEF) y Dirección de Fútbol (Real Madrid).
Tiene los títulos de entrenador de Fútbol, Nivel III PRO UEFA
Alfonso es un apasionado de los idiomas, habla Chino, Inglés, Francés, Italiano y un poco de Árabe.

Trayectoria como entrenador-seleccionador
1986 - 2000 Secretario técnico Real Club Deportivo Espanyol de Barcelona.
2000 - 2002 Ayudante Seleccionador Nacional de España de Fútbol: José Antonio Camacho.
2002 - 2004 Ayudante Seleccionador Nacional de España de Fútbol: Iñaki Sáez.
2004 - 2006 Seleccionador Nacional España Sub-16 y ayudante del Seleccionador Nacional de Sub-19.
2008 - 2010 Responsable de Fútbol de Francia e Inglaterra en la Secretaría Técnica del Real Madrid, dirigida por Miguel Ángel Portugal.
2011 Consejero del Presidente de la Federación de Fútbol de Arabia Saudí.
2011 - 2013 Entrenador ayudante del Seleccionador Nacional de Fútbol de China (José Antonio Camacho).
2015 - 2016 Seleccionador Nacional de Fútbol de Guangdong Sub-16.

## Clubes
| Club                       | País   | Año         |
| -------------------------- | ------ | ----------- |
| CDC Moscardó               | España | 1977 - 1980 |
| Rayo Vallecano             | España | 1980 - 1981 |
| Real Madrid Castilla C. F. | España | 1981-1982   |
| Real Madrid C. F.          | España | 1981-1985   |
| Real Zaragoza              | España | 1985-1992   |